# Ara zielonoskrzydła
Ara zielonoskrzydła (Ara chloropterus) – gatunek dużego ptaka z podrodziny papug neotropikalnych (Arinae) w rodzinie papugowatych (Psittacidae). Ptak ten zamieszkuje lasy tropikalne Ameryki Środkowej i Południowej. Dymorfizm płciowy nie jest widoczny. Według IUCN nie jest zagrożony wyginięciem.

## Taksonomia
Gatunek po raz pierwszy naukowo opisał w 1859 roku angielski ornitolog George Robert Gray, jako nazwę zastępczą dla Macrocercus macao opisanego przez Vieillota i innych autorów. Gray nie wskazał, skąd pochodził holotyp. Nie wyróżnia się podgatunków.

## Zasięg występowania
Ara zielonoskrzydła występuje od wschodniej Panamy przez niziny Kolumbii, Wenezuelę, Gujanę i Brazylię, na południe do Paragwaju i na zachód do wschodniego Ekwadoru, wschodniego Peru i północno-wschodniej Boliwii. Dawniej występowała także w północnej Argentynie.

## Morfologia, ekologia i zachowanie
Jest intensywnie ubarwiona. Dolna część dzioba i dół górnej są czarne. Policzki są białe z cienkimi, czerwonymi paskami. Głowa, szyja, gardło i górna część grzbietu również są czerwone. Przy złożonych skrzydłach środkowa część grzbietu i skrzydeł jest zielona. Reszta skrzydeł i ogon są czerwone, z niebieskimi brzegami. Ma jasne tęczówki, a nogi czarne. Łatwo nauczyć ją mówić. Długość ciała: 90–95 cm, masa ciała 1–1,7 kg.

### Biotop
Zamieszkuje wilgotne lasy tropikalne oraz lasy galeriowe.

### Lęgi

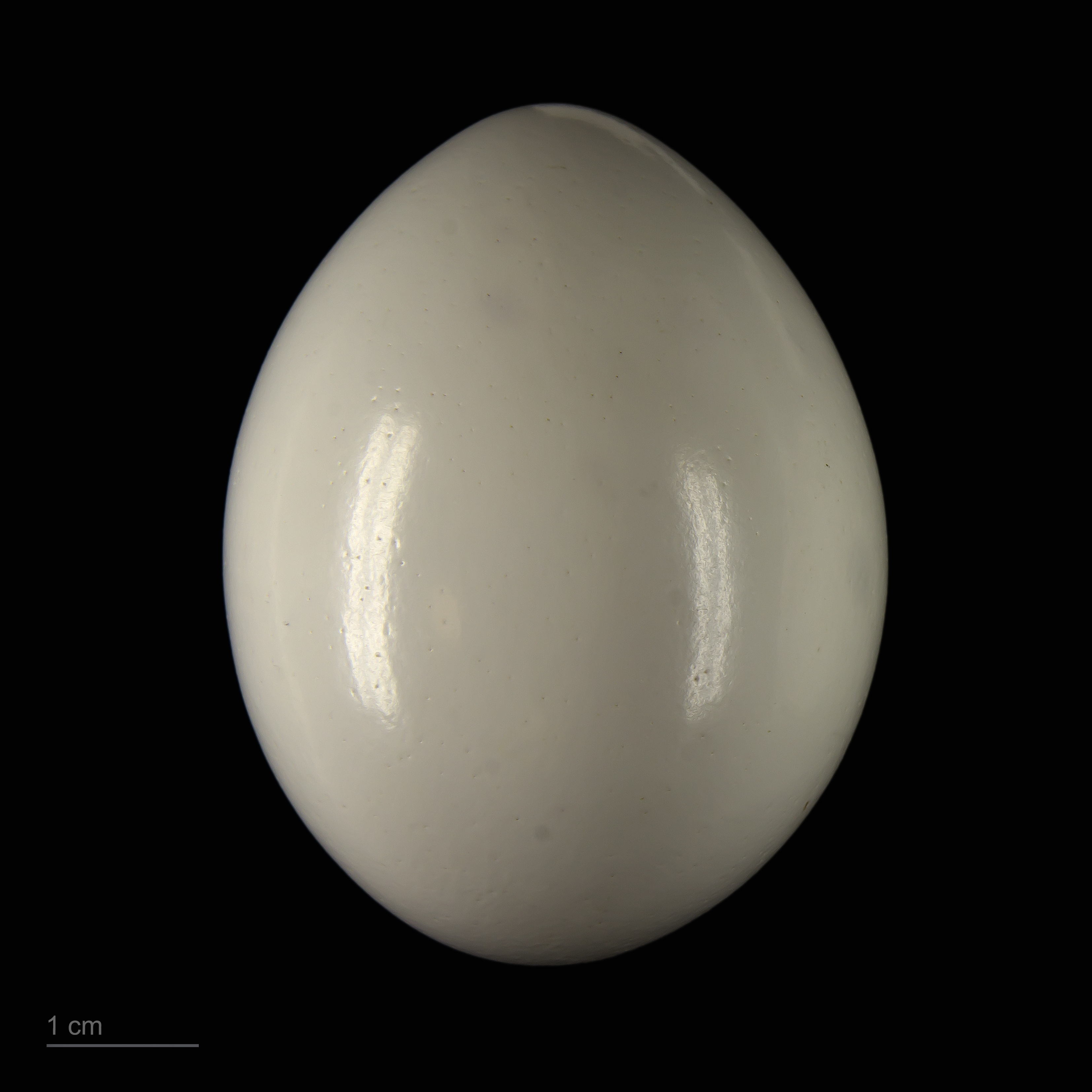
Ara chloropterus

W lęgu 2–3 jaja o wymiarach około 50 × 35 mm. Inkubacja trwa 25–27 dni. Młode po wykluciu ważą około 21 g. Przez pierwsze trzy miesiące życia przebywają w gnieździe pod opieką rodziców.

## Status
Międzynarodowa Unia Ochrony Przyrody (IUCN) uznaje arę zielonoskrzydłą za gatunek najmniejszej troski (LC – least concern) nieprzerwanie od 1988 roku. Trend liczebności populacji uznaje się za spadkowy.